# Zenyit (műhold)
A Zenyit (oroszul: Зенит) szovjet felderítőműhold-család, melyet a Szergej Koroljov vezette OKB–1 tervezőirodában fejlesztettek ki. Sorozatgyártásuk Kujbisevben folyt.  A műholdakat 1961–1994 között indították. A katonai feladatok fedése miatt az összes Zenyit műhold Koszmosz jelzéssel repült. A típus 33 éves alkalmazása alatt több mint ötszáz példányt indítottak, ezzel az űrkutatás történetében ezidáig ez a legnagyobb példányszámban gyártott és indított műhold.

## Története
A szovjet kormány 1956-ban az űreszközök (műholdak, űrhajók) kifejlesztésére kiadott titkos rendeletében már szerepelt a fotófelderítő műhold elképzelése. 1958-ban a Szergej Kroroljov vezette OKB–1 tervezőiroda két űreszköz fejlesztésén dolgozott. Az OD–1 kódjelű eszköz egy felderítő műhold volt, míg az OD–2 egy embert szállító űrhajó terve volt, amely később a Vosztok űrhajó kifejlesztéséhez vezetett. Koroljov az űrhajó fejlesztését helyezte előtérbe, míg a katonai vezetés a felderítő műhold fejlesztését sürgette. Kompromisszumos megoldásként Koroljov 1959-ben feladta a felderítő műholdra korábban kidolgozott előzetes tervet, helyette az erőforrások jobb kihasználása érdekében az emberes űrrepülésre tervezett űrhajón alapuló felderítő műhold ötletét javasolta. 1959 májusában kezdődtek el a tervezési munkák. 1960 áprilisára három tervet dolgoztak ki: a Vosztok–1 (más jelzéssel 1K) a konstrukció kipróbálására szolgáló kísérleti műhold, a Vosztok–2 (2K) egy felderítő műhold, míg a Vosztok–3 (3KA) egy személyzettel ellátott űrhajó terve volt, melyek fejlesztése párhuzamosan folyt az OKB–1-ben. A felderítő műhold főkonstruktőre 1959-től Jevgenyij Rjazanov, majd 1961-től Pavel Cibin volt. Kezdetben mindhárom űreszköz jelölése a Vosztok volt. Tekintettel arra, hogy Jurij Gagarin 1961. áprilisi, Vosztok 3KA-val végrehajtott űrrepülését követően a Vosztok név mint az emberes űrhajó neve már ismertté vált, a Vosztok–2 (2K) felderítő műhold nevét Zenyit–2-re változtatták (míg a Zenyit–1 típusjelzés így használaton kívül maradt).
Az első Zenyit–2 felderítő műhold 1961 júniusára készült el. Az első indítást 1961. december 11-én hajtották végre a Bajkonuri űrrepülőtérről. A hordozórakéta harmadik fokozatának hibája miatt azonban a műhold megsemmisült. A Zenyit–2 második példányát 1962. április 26-án indították. Ez a műhold sikeresen pályára állt, de a vezérlőrendszer hibája miatt csak kevés értékelhető felvételt tudott készíteni. A sikeres indítást követően a műhold a nyilvánosság számára a Koszmosz–4 jelölést kapta. A műholdak katonai jellegének leplezésére a későbbiekben is az összes Zenyit műhold indítására a Koszmosz jelölést használták. A Zenyit–2 első kísérleti példányait az OKB–1 tervezőiroda Podlipkiben (Moszkvai terület) található kísérleti üzemében készítették.
A Zenyit–2 harmadik példányát Koszmosz–7 jelzéssel 1962. július 28-án indították. Ez volt a Zenyit–2 első teljesen sikeres repülése, amikor a visszatérő modul értékelhető felvételekkel tért vissza a Földre. 1964-ig összesen 13 kísérleti indítást végeztek a típussal, ezek közül 3 indítás volt sikertelen.
A kísérleti indításokat követően, 1964-ben a Szovjetunió Védelmi Minisztériuma rendszeresítette a Zenyit–2 műholdat. A  sorozatgyártást az OKB–1 tervezőiroda 25. sz. kujbisevi gyártó üzemében (később CSZKB-Progressz) szervezték meg, amely a műholdak hordozórakétáit is gyártotta.
A kísérleti indításokat is beleszámítva összesen 81 indítást végeztek a Zenyit–2 típussal 1970-ig. 1968-ban kezdődött el a korszerűsített Zenyit–2M típus sorozatgyártása, ettől kezdve a Zenyit–2 indítások száma egyre csökkent.
A Zenyit műholdaknak összesen 8 típusváltozatát fejlesztették ki. A legutolsó változatot, a Zenyit–8-t az 1980-as évek közepétől használták. Az utolsó Zenyit műhold indítására 1994-ben került sor Koszmosz–2281 jelzéssel.
Az első két Zenyit–2 műhold indítására az emberes űrrepülésekhez használt Vosztok hordozórakétát (8K72) használták, majd 1962-ben áttértek a Vosztok–2-re (8A92), 1967-től pedig a Voszhod hordozórakétákat alkalmazták. A Zenyit műholdak későbbi változatainak a tömege egyre nagyobb lett, ezért ezeket már a Szojuz hordozórakétákkal indították.
A Zenyit műholdakat kezdetben a Bajkonuri űrrepülőtérről indították, később a Pleszeck űrrepülőtérről is végeztek indításokat.

## Jellemzői
A Zenyit műholdak konstrukciója a Vosztok űrhajóéhoz hasonló. A műhold fő részei a 2,3 m ármérőjű gömb alakú, kb. 2400 kg tömegű visszatérő kapszula, melyhez a csonkakúp alakú műszaki egység csatlakozott.

## Változatok

### Zenyit–2
A Zenyit műholdak első változata, melyet kezdetben Ftor–2 fényképező egységgel szereltek fel. Ez három fényképezőgépből állt: 200 mm-es fókusztávolságú Orion objektívvel felszerelt SZA–10 fényképezőgépgép térképezési feladatokra, valamint a részletesebb képekhez két darab, 1000 mm-es Leningrád–9 objektívval felszerelt SZA–20 fényképezőgép. Utóbbiak 250 km-es magasságból 150 km-es sáv fényképezését tette lehetővé, míg a topográfiai fényképezőgép 225 km-es sávot fogott át. A műholdba beépítették a Bajkal televíziós kamerarendszert, amely fényképeket továbbított a földi állomásokra, valamint a Kuszt–12M rádióelektronikai felderítő rendszert. Később a Ftor–2R egységet alkalmazták, melyet kiegészítettek egy további fényképezőgéppel, így a műhold szélesebb sávot fényképezhetett, és elhagyták belőle a Bajkal televíziós rendszert. A gépekhez 1500 darab felvétel elkészítéséhez elegendő film állt rendelkezésre, ezzel a műhold 5,4 millió km²-es felületet tudott végigfényképezni. A filmet a Szvoma vállalat állította elő.
A Zenyit–2 változatot 81-szer indították. Az első indításra 1962-ben került sor Koszmosz–4 jelzéssel, az utolsó Zenyit–2-t 1970-ben indították Koszmosz–344 jelzéssel. A 81 indításból 58 volt sikeres, míg 11 részben sikeres (pl. a műhold Föld körüli pályára állt, de nem sikerült értékelhető felvételeket kinyerni). A 12 sikertelen indítás közül 7 a hordozórakéta hibája, 5 a műhold rendszereinek hibája miatt történt. A Zenyit–2 űreszközök tömege, feladatától függően (LCI típus) 4610–4760 illetve (SC típus) 4700–4740 kilogramm volt.
A Zenyit–2 tipikus repülési ideje nyolc nap volt, ezt követően ejtőernyővel visszatért a Földre. A Zenyit műholdak egy részét tudományos kísérletekre szolgáló műszerekkel is felszerelték.
1968-tól a modernizált Zenyit–2M váltotta le.

### Zenyit–2M
A Zenyit–2 javított, nagyobb felbontású optikai rendszerrel felszerelt változata. A műholdakat kiegészítő áramforrásként napelemmel is ellátták. Egyes példányait a tudományos kutatásokhoz használt Nauka modullal is felszerelték, melyek elsősorban a kozmikus sugárzás vizsgálatára szolgáltak. Emellett a Zenyit–2M műholdak rádioelektronikai felderítő berendezéseket is hordoztak. A műhold tömege 6300 kg, emiatt az indításukhoz a Voszhod, majd később a Szojuz hordozórakétákat használták. Átlagos bevetési idejük 12 nap volt, néhány műhold ennél egy-két nappal tovább, vagy rövidebb ideig tartózkodott Föld körüli pályán. A Zenyit–2M típus első indítására 1968 márciusában került sor Koszmosz–208 néven. A típus utolsó bevetése 1979 augusztusában volt Koszmosz–1122 jelzéssel. A Zenyit–2M-en alapul az űrbiológiai kísérletekre kifejlesztett Bion műhold.

### Zenyit–4
GRAU-kódja (11F69). A Zenyit–2M továbbfejlesztett, nagyobb felbontású fényképezőgéppel ellátott változata, melyet az OKB–1 3-as részlegében fejlesztettek ki. Fő berendezése a 3 m-es fókusztávolságú Ftor–3 típusú fényképezőgép volt. A fényképezőgép fókusztávolsága nagyobb volt, mint a gömb alakú műszertartály átmérője, ezért a fény útját egy tükörrendszerrel törték meg. A fényképezőgép felbontása 1–2 m volt. Korrekciós hajtóművel szerelték fel, melynek segítségével kisebb pályakorrekciók végrehajtására volt alkalmas. Összesen 68 Zenyit–4 műholdat indítottak, ebből négy volt sikertelen indítás. A legnagyobb intenzitással 1969-ben indították, abban az évben 16 darab Zenyit–4-est állítottak pályára. A Zenyit–4 tömeg 6300 kg. Ez mintegy 1500 kg-mal volt nehezebb, mint a Zenyit–2. Emiatt a Zenyit–4 műholdak indításához a Vosztok hordozórakéta helyett a nagyobb teherbírású Voszhod hordozórakétákat használták.
Az első rendszert a Koszmosz–22 (1963), az utolsót a Koszmosz–355 (1970) név alatt emelték Föld körüli pályára.

### Zenyit–4M
GRAU-kódja (11F691).
A sorozat felépítését, szerkezetét, alapvető fedélzeti rendszereit tekintve egységesített, szabványosított űreszköz. Kialakított pályasíkja mentén a Zenit–4M  rendszerével fotó technikai felderítést, műszereivel atomkísérletek ellenőrzését végezte, illetve röntgensugár-csillagászati méréseket végzett. A 3C100 galaktikus rádióforrás vizsgálata gamma-teleszkóppal. A mérések során különálló, 100 millió-elektronvoltnál (MeV) nagyobb energiájú gamma-forrás jelenlétét észlelték. Az űreszköz teljes hossza 6,5 méter, a visszatérő modul tömege 3100 kilogramm, átmérője 2,3 méter,  térfogata 5,2 köbméter – itt helyezték el az egy méter felbontóképességű kamerákat, melyek több ezer képet készítettek. A két végéhez csatlakozó kúp alakú egység tartalmazta a műszereket, illetve a manőverező, fékező rendszert. Áramforrása kémiai akkumulátor. Tájolása háromtengelyesen Föld központú, stabilizálását giroszkóp illetve segédfúvókák biztosították. Szolgálati élettartama 10 nap.
Az első rendszert a Koszmosz–251, az utolsót a Koszmosz–667 név alatt emelték Föld körüli pályára.

### Zenyit–4MK
GRAU-kódja (11F692). Az orbitális rendszert alacsonyabb pályára helyezték, hogy az alkalmazott kamerák (fényképezőgépek) felbontóképességét maximálisan, élességét nagy minőségben biztosítsák.
Az első rendszert a Koszmosz–371 (1970), az utolsót a Koszmosz–1214 (1980) név alatt emelték Föld körüli pályára.

### Zenyit–4MT
GRAU-kódja (11F629). A Zenyit rendszer speciális megoldása.
Az első rendszert a Koszmosz–470 (1971), az utolsót a Koszmosz–1398 (1982) név alatt emelték Föld körüli pályára.

### Zenyit–6U
GRAU-kódja (11F645). Alacsony Föld körüli pályán (LEO = Low-Earth Orbit) alkalmazták, hogy a megnövelt felbontó képességét kihasználhassák. 96 orbitális egységet indítottak.
Az első rendszert a Koszmosz–867 (1976), az utolsót a Koszmosz–1685 (1985) név alatt emelték Föld körüli pályára.

### Zenyit–8
GRAU-kódja (17F116). A Zenyit műholdak legutolsó változata, amely a katonai térképészet számára készített felvételeket. A műholdakat Bajkonurból és Pleszeckből indították Szojuz hordozórakétával. 15 napot töltöttek Föld körüli pályán. A Zenyit–8-at először 1984-ben indították, Koszmosz–1571 jelzéssel. Utolsó indítására – mely egyúttal a Zenyit felderítő műholdak utolsó alkalmazása is volt – 1994-ben került sor, Koszmosz–2281 jelzéssel. Összesen kb. 100 darab Zenyit–8 műholdat indítottak. A típus térképészeti funkcióit a Reszursz műholdak vették át.
A Zenyit–8 aktív szolgálatának befejezését követően még egy repülésre került sor. 2004. november 8-án a Szojuz–2 hordozórakéta első tesztrepülősén a Pleszeckből indított hordozórakéta a Zenyit–8 egy nem működő példányát hordozta. A műhold csak szuborbitális repülést hajtott végre, az indítást követően röviddel a Csendes-óceánba csapódott.